# Todo Nace en tu Interior
Todo Nace a tu Interior es una escultura de bronce creada en 2019 por el escultor Teddy Cobeña situada en la playa de Los Pescadores de Pineda de Mar, provincia de Barcelona. Consta de una mitad derecha patinada en color azul turquesa donde se pueden apreciar figuras relacionadas con el mar en bajo relieve en honor a la productividad y riqueza de la ciudad. La otra mitad izquierda no tiene pátina y representa el sol y la generosidad del suelo de Pineda de Mar. La parte posterior tiene esculpido el movimiento del mar y la parte inferior derecha un corazón también en bajo relieve que simboliza el sentimiento de los vecinos de la población.
Es una obra escultórica de dos metros y veinte centímetros de estilo figurativo contemporáneo que se asienta sobre una base de piedra donde se puede leer en una placa también de bronce Todo Nace en tu Interior (en catalán Tot Neix al teu Interior) y la frase Escultura Dedicada a Pineda de Mar

## Ubicación
41°37′19″N 2°41′35″E / 41.621979, 2.693033
Plaza de la Estación, 15, 08397 Pineda de Mar, Barcelona

## Galería

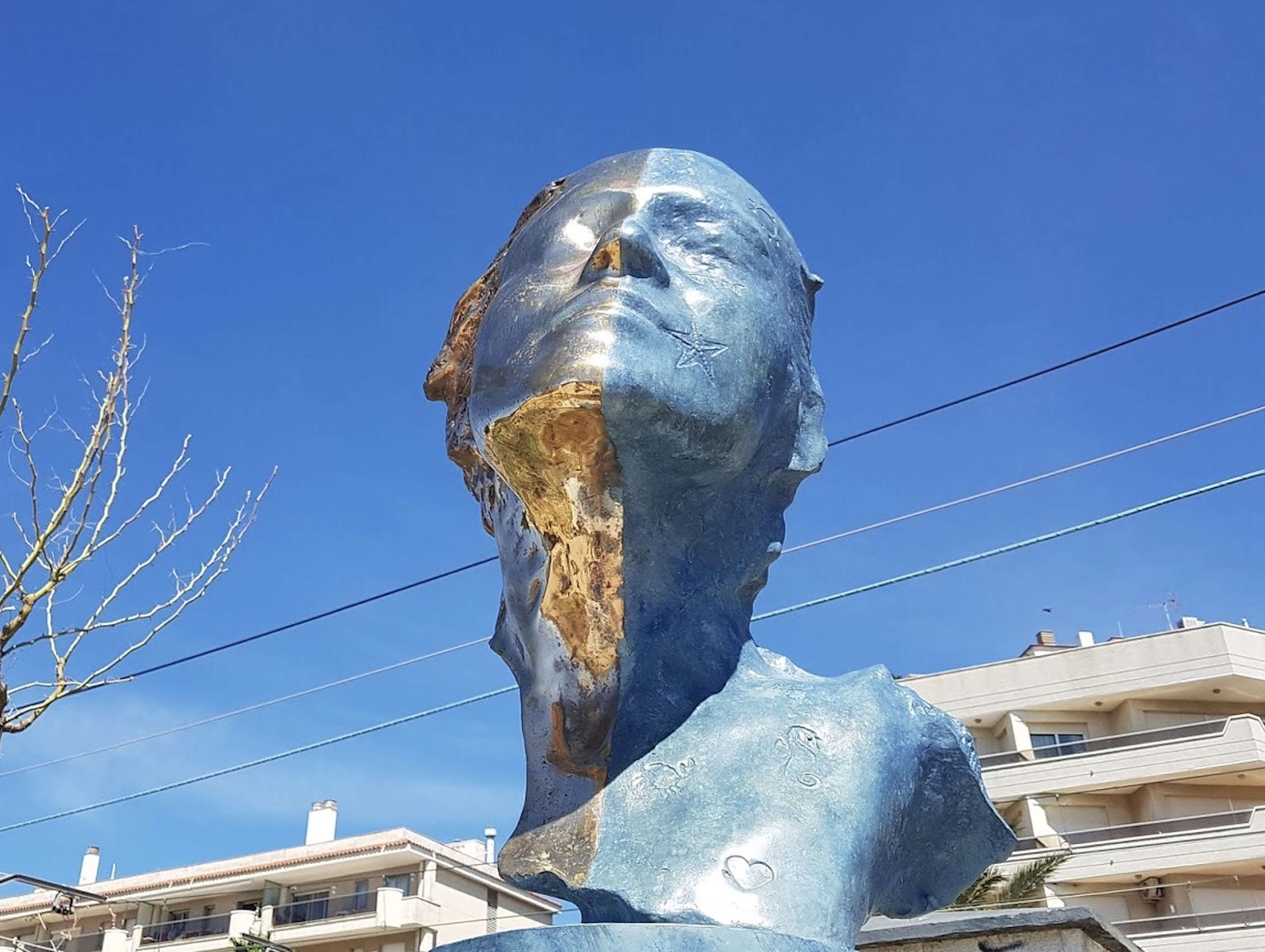
Vista desde la parte inferior